# Júnior França
Júnior França (Santa Inês), é um político brasileiro, filiado ao PP. Nas eleições de 2022, foi eleito deputado estadual pelo MA.